# Macintosh Quadra 900
De Macintosh Quadra 900 werd geïntroduceerd (samen met de Macintosh Quadra 700) in oktober 1991, als Apples eerste computer die de Motorola 68040-processor gebruikte, en ook de eerste die standaard beschikte over ingebouwde ethernet-netwerkmogelijkheden.
De Quadra 900 was het eerste Macintosh-model met een rechtopstaande behuizing en had meer uitbreidingsmogelijkheden dan de Quadra 700. Zo beschikte de machine over vijf NuBus-uitbreidingsslots en kon er tot 256 MB RAM geïnstalleerd worden, wat voor die tijd gigantisch was.
Net als de Quadra 700 gebruikte de Quadra 900 een Apple Attachment Unit Interface (AAUI) voor de ethernetconnectie, waardoor een extra adapter nodig was om de computer op een ethernet-netwerk aan te sluiten.
In het Processor Direct Slot (PDS) kon een Power Macintosh Upgrade Card geïnstalleerd worden met een PowerPC 601-processor op 50 MHz, waardoor de Quadra 900 veranderde in een Power Macintosh 900.
Het model werd slechts een zestal maanden verkocht en werd in mei 1992 vervangen door de krachtigere Macintosh Quadra 950.

## Specificaties
- Processor: Motorola 68040, 25 MHz
- Systeembus snelheid: 25 MHz
- ROM-grootte: 1 MB
- Databus: 32 bit
- RAM-type: 80 ns 30-pin SIMM
- Standaard RAM-geheugen: 4 MB
  - Uitbreidbaar tot maximaal 256 MB
  - RAM-sleuven: 16 (per vier)
- Standaard video-geheugen: 1 MB VRAM
  - Uitbreidbaar tot maximaal 2 MB VRAM
  - VRAM-sleuven: 4
- Standaard diskettestation: 3,5-inch, 1,44 MB
- Standaard harde schijf: 80 of 160 MB
- Uitbreidingssleuven: 5 NuBus, PDS
- Type batterij: 3,6 volt Lithium
- Uitgangen:
  - 1 ADB-poort (mini-DIN-4) voor toetsenbord en muis
  - 1 video-poort (DB-15)
  - 1 SCSI-poort (DB-25)
  - 1 Ethernet poort (AAUI-15)
  - 2 seriële poorten (mini-DIN-8)
  - 1 audio-uit (3,5 mm jackplug)
  - 1 microfoon (3,5 mm jackplug)
- Ondersteunde systeemversies: 7.0.1 t/m 8.1 en A/UX 3.0 t/m 3.1.1
- Afmetingen: 47,25 cm × 22,6 cm × 52,32 cm (h×b×d)
- Gewicht: 16,7 kg

Uit productie: 1984: Macintosh 128K, Macintosh 512K · 1985: Macintosh XL · 1986: Macintosh Plus · 1987: Macintosh II, Macintosh SE · 1988: Macintosh IIx · 1989: Macintosh SE/30, Macintosh IIcx, Macintosh IIci, Macintosh Portable · 1990: Macintosh IIfx, Macintosh Classic, Macintosh IIsi, Macintosh LC serie · 1991: Macintosh Quadra 700, Macintosh Quadra 900, Apple PowerBook · Macintosh Classic II · 1992: Macintosh IIvx, Macintosh Quadra 950, PowerBook Duo, Macintosh Performa serie · 1993: Macintosh Centris serie, Macintosh Color Classic, Macintosh TV · Apple Workgroup Server · 1994: Power Macintosh · 1997: Power Macintosh G3, PowerBook G3, Twentieth Anniversary Macintosh · 1998: iMac · 1999: iBook, Power Mac G4 · 2000: Power Mac G4 Cube · 2001: PowerBook G4 · 2002: eMac, iMac G4 · 2003: Xserve, Power Mac G5 · 2004: iMac G5 · 2005: Mac mini · 2006: MacBook · 2015: MacBook (Retina) · 2017: iMac Pro

Huidige modellen: MacBook Air, MacBook Pro, iMac, Mac mini, Mac Studio, Mac Pro